# Suta fasciata
Suta fasciata är en ormart som beskrevs av Rosén 1905. Suta fasciata ingår i släktet Suta och familjen giftsnokar och underfamiljen havsormar. Inga underarter finns listade i Catalogue of Life.
Arten förekommer i västra delen av delstaten Western Australia i Australien. Den lever i torra regioner med ett täcke av buskar eller öppna trädansamlingar. Suta fasciata jagar främst ödlor. Honor lägger inga ägg utan föder levande ungar. Ormens bett är giftigt.
För beståndet är inga hot kända. Arten förekommer inte heller som terrariedjur. IUCN listar Suta fasciata som livskraftig (LC).